# VESA 디스플레이 파워 매니지먼트 시그널링
VESA 디스플레이 파워 매니지먼트 시그널링(VESA Display Power Management Signaling, DPMS)은 비디오 모니터의 전원 관리를 위한 VESA 컨소시엄의 표준이다. 사용 예에는 전원을 절약하기 위해 일정 시간 동안 유휴 시간이 지나면 모니터를 끄거나 대기 모드로 전환하는 것이 포함된다. 일부 상업용 디스플레이에도 이 기술이 통합되어 있다.

## 역사
VESA는 미국 환경보호청(EPA)의 초기 에너지 스타 전원 관리 사양에 기초하여 1993년에 DPMS 1.0을 발행했다. 후속 개정판은 향후 VESA 바이오스 확장에 포함되었다.

## 같이 보기
- 디스플레이 데이터 채널(DDC)